# Mads Døhr Thychosen
Mads Døhr Thychosen (Vejle, 1997. június 27. –) dán labdarúgó, a Midtjylland játékosa.

## Sikerei, díjai
- Midtjylland
  - Dán kupa: 2018–19